# Lilly Andersen
Lilly Andersen   (6 de desembre de 1914 - 24 de gener de 1988), coneguda també amb el seu nom de cadada Lilly Svanberg, va ser una nedadora danesa que va competir durant la dècada de 1930.
El 1932 va prendre part en els Jocs Olímpics de Los Angeles, on disputà dues proves del programa de natació. En ambdues, els 100 i 400 metres lliures, quedà eliminada en sèries. En el seu palmarès destaca la medalla de bronze en els 400 metres lliures al Campionat d'Europa de natació de 1934.